# Bömbögör
Bömbögör (mongoliska: Бөмбөгөр Сум, Бөмбөгөр, Bömbögör Sum) är ett distrikt i Mongoliet.   Det ligger i provinsen Bajanchongor, i den centrala delen av landet, 600 km väster om huvudstaden Ulaanbaatar.